# Marcel Pagnol
Marcel Pagnol (Aubagne, 28 febbraio 1895 – Parigi, 18 aprile 1974) è stato uno scrittore, drammaturgo e regista cinematografico francese.

## Biografia
Marcel nasce nel 1895 ad Aubagne, "sous le Garlaban couronné de chèvres, au temps des derniers chevriers" (sotto il Garlaban coronato di capre, al tempo degli ultimi caprai). Sua madre è Augustine Lansot, nata nel 1873, che di mestiere fa la sarta. Il padre è Joseph Pagnol, nato nel 1869, maestro elementare, spirito laico e repubblicano, feroce anticlericale. I genitori si sono sposati nel 1889: lei aveva 16 anni, lui venti. Prima di Marcel è nato un figlio, nel 1894, ma è morto l'anno seguente. Di costui non c'è traccia nei ricordi di Marcel. A Marcel seguono altri tre figli: Paul (1898), Germaine (1902) e René (1909). La famiglia si trasferisce a Marsiglia nel 1904. L'infanzia di Marcel è gioiosa e spensierata e lunghe e belle sono le sue vacanze sulle colline provenzali, sotto il Garlaban. Nel 1910 muore la madre, avvenimento che segna la vita dello scrittore in modo profondo. Vari elementi della sua narrativa e anche delle sue creazioni cinematografiche sono un tentativo di ritrovare la propria infanzia e la propria madre, mitizzata in una Provenza fuori del tempo.
Laureatosi in inglese ad Aix-en-Provence, insegna in un liceo di Digne e al collegio di Tarascona, poi a Pamiers, ad Aix-en-Provence e a Marsiglia. Qui sposa, nel 1916, Simonne Colin. Nel 1922 si trasferisce a Parigi, al liceo Condorcet, luogo che vede la nascita delle sue prime opere teatrali: I mercanti di gloria (Les marchands de gloire, 1924) e Jazz (1926). Alla commedia Jazz Pagnol sostiene che si fosse ispirato il regista de L'angelo azzurro.
Jazz ha riscosso un grande successo, innanzitutto perché è una buona pièce, ma soprattutto perché il soggetto si adatta all'atmosfera del tempo: cabaret, jazz, charleston, Joséphine Baker che spopola, e poi perché viene considerata la versione moderna del Faust di Goethe.
Il suo successo lo arricchisce, lascia quindi l'insegnamento e si dedica totalmente alla scrittura.
Nel 1926 scrive il suo primo capolavoro, Topaze, un successo immediato e internazionale. Segue Marius, rappresentato nel 1929 con la partecipazione di Raimu, l'attore preferito da Pagnol. In queste due pièce mescola l'ironia del "Teatro di Boulevard" con il simbolismo ed il realismo del teatro più impegnato.
Marcel Pagnol si dimostra presto entusiasta del cinema, cui dedica le migliori energie. Comincia a farsi conoscere il cinema parlato, e la Paramount compra i diritti di Topaze e di Marius. Sotto la regia di Alexander Korda viene girato Marius, uno dei primi film sonori. In seguito collabora a 21 film, molti dei quali sotto la sua regia, con attori di eccellenza come Raimu e Fernandel. Il 17 maggio 1930 scrive sul Journal un articolo intitolato Le film parlant nel quale "fa un elogio di questo nuovo procedimento artistico che offre ben più possibilità del teatro e del cinema muto". Sempre nel 1930 da una relazione con una ballerina, nasce suo figlio Jacques che diventerà suo assistente dopo la guerra e poi cameraman per France 3 Marseille.
La cosiddetta "trilogia marsigliese" (Marius, Fanny, César) conosce un successo mondiale. Del 1935 sono due film brevi ma intensi: Merlusse, con Henry Poupon (in italiano Vacanze in collegio) e Cigalon, con Arnaudy. Seguono La moglie del fornaio (La femme du boulanger) e Patrizia (La fille du puisatier). Di quest'ultimo Roberto Rossellini dice che costituisce l'origine del neorealismo. Il regista Frank Capra riconosce in Pagnol il regista migliore delle origini del film sonoro. Nel 1934 René Clair, dopo che Pagnol ha espresso la volontà di proseguire più intensamente la carriera di regista, gli scrive un articolo in cui tra l'altro dice: [..] ogni volta che metto mano a un nuovo film mi pare di essere un principiante. È con l'animo più amichevole che auguro a Pagnol di provare la stessa emozione davanti all'incognita che ancor oggi il cinematografo è per noi [...].
Nel 1941 Pagnol divorzia da Simonne Colin. Nello stesso anno acquista il castello della Buzine in Provenza, per girarvi alcuni film. In questi anni Pagnol cura l'aspetto commerciale della sua produzione, abbandona il teatro a favore del cinema. Fonda una sua casa di produzione, e con il tempo, controlla tutta la catena del film: autore di sceneggiature, produttore, realizzatore, sceglie gli attori e gira i suoi film negli "Studi Marcel Pagnol". Si occupa infine anche della distribuzione. Quando i nazisti occupano Parigi, Pagnol interrompe un film che sta girando (La prière aux ètoiles) pur di non cedere alle loro pressioni.
Nel 1945 sposa Jacqueline Bouvier, l'interprete di vari film. Manon des sources e Ugolin furono creati da Pagnol proprio per renderle omaggio.
Nel 1946 Marcel è eletto membro dell'Académie française occupando il posto che era stato di Prosper Mérimée. Nel 1952 gira Manon des sources e Ugolin, due pellicole che narrano un'unica storia provenzale. Da questa sceneggiatura Pagnol ricava nel 1963 il romanzo L'eau des collines (L'acqua delle colline) diviso in due parti: Jean de Florette e Manon des sources. Quest'opera è assai diversa dal film ed appartiene alla terza tappa dell'attività creativa di Pagnol, quella del romanziere. Negli anni cinquanta François Truffaut rivalutò Pagnol scrivendo: nessuno ha mai notato che il Neorealismo italiano, la biancheria sporca lavata per le stradine di Napoli è nata non dai film di Carné o di Feyder, ma da quelli di Marcel Pagnol, cioè da testi teatrali filmati tali e quali e quindi dai loro autori.
Nel 1957 Hélène Lazareff, che dirigeva la rivista Elle gli chiede di scrivere un romanzo da pubblicare a puntate sui numeri natalizi della rivista. Pagnol accetta e scrive il primo di una serie fortunata di romanzi, in cui rievoca la sua infanzia: La gloria di mio padre (La Gloire de mon père), segue Il castello di mia madre (Le château de ma mère). Il feuilleton ha un successo incredibile, e la tiratura della rivista aumenta considerevolmente. Ad essi seguono Il tempo dei segreti (Le temps des secrets), Il tempo degli amori (Le temps des amours) (postumo). In questi lavori Pagnol conserva la freschezza e l'agilità dei dialoghi, la vivacità dell'azione dei film e delle commedie, ma con una vena malinconica e una profondità psicologica maggiori.
Pagnol si dedica anche a un lavoro storiografico, La maschera di ferro, nel quale sostiene l'identità della Maschera di ferro con il gemello di Luigi XIV di Francia, il Re Sole, com'era stato sostenuto da romanzieri e poeti (Victor Hugo in primis) ma mai dagli storici. L'opera è considerata debole ma dimostra la versatilità di questo autore, che è tra l'altro anche matematico e inventore (una sua idea fu la Topazette, un'automobile a tre ruote, che non fu mai commercializzata). Qualunque sia la struttura della sua opera, mobilità e dinamismo sono la sua vera etica. Al proposito dice: "Quand je revois la longue serie de personnages que j'ai joués dans ma vie, je me demande qui je suis [...]".
Pagnol muore a Parigi il 18 aprile del 1974 ed è sepolto alla Treille, presso Aubagne, nel paese dove aveva trascorso le estati dell'infanzia, sito indimenticato dove sono ambientati gli ultimi suoi romanzi e in cui aveva girato numerosi film. La sua tomba è vicino a quella di sua madre Augustine e di sua figlia Estelle, nata nel 1951 e deceduta a soli tre anni nel 1954. Sulla sua lapide Marcel volle scritto: Fontes, amicos, uxorem dilexit (amò le sorgenti, gli amici, la moglie). Bisogna ricordare che Pagnol ama il latino e traduce le Bucoliche di Virgilio in modo impeccabile, elegante e creativo. Poco discosta è la tomba del padre Joseph, morto l'11 novembre del 1951.
Ancorato alla sua terra, erede in questo dei grandi provenzali Mistral e Daudet, Pagnol sa rendere universale la propria esperienza e tradurre in un discorso di umanità che riguarda ciascuno di noi un'esistenza serena e appagata, inserita in un cosmo armonioso, dove non mancano il dolore e l'infelicità, ma dove tutto è affrontato con un sorriso mai sarcastico, con un umorismo velatamente ironico, con un'umanità delicata e profonda. Il suo francese, di una perfezione luminosa, non si priva di termini provenzali, ma li sa calare in un lessico di ineccepibile correttezza, al punto che quasi non si avverte che si tratta di parole dialettali.
In una intervista di Mariella Cruciani al regista Robert Guédiguian, ad una domanda se si sente erede di una tradizione del sud della Francia, afferma: Ovviamente sì. Pagnol, tra l'altro, è colui che ha inventato il cinema della parola. Pagnol era agli inizi del cinema sonoro: è stato il primo a far sì che, nel cinema, le situazioni avanzassero attraverso il dialogo, cosa che non esisteva prima del cinema burlesco. Ha influenzato moltissimo il cinema mondiale: non è infatti un caso che sia il cineasta francese più noto nel mondo. [..] Del resto, io, oggi, mi servo di un certo tipo di lavoro di Pagnol, rovesciandolo.
Nel 1979 la Mostra del cinema di Venezia sotto la direzione di Carlo Lizzani gli dedica una vasta retrospettiva, comprendente ben 16 pellicole dal 1931 (Marius) al 1954 (Les Lettres de mon moulin).
Dai Ricordi d'infanzia Yves Robert trae nel 1990 due film (La gloire de mon père, Le Château de ma mère) con Philippe Caubère e Nathalie Roussel. Dal romanzo L'eau des collines Claude Berri nel 1986 trae due film magistrali (Jean de Florette, Manon des sources, con interpreti come Yves Montand, Daniel Auteuil, Gérard Depardieu e Emmanuelle Béart). Non si tratta di un remake del film del 1952, ma di un'opera del tutto nuova, tratta dal romanzo. Caso più unico che raro di un film che diventa romanzo che si trasforma in film, senza nulla perdere in originalità.

## Tra il muto e il sonoro
Benché, come è stato scritto, «René Clair fu tra i primi a valorizzare gli effetti efficacissimi della prospettiva sonora», esemplare in ciò, Sotto i tetti di Parigi, nota una polemica «in cui Pagnol difendeva a spada tratta il cinema sonoro contro le obiezioni di Clair a favore del muto». L'incongruenza è solo apparente. Laddove Clair, «un protagonista dell'avanguardia (...) dissolve un'esile trama in fantasie ritmiche in cui le avventure dei protagonisti sconfinano progressivamente nella fantasia ironica», il cinema di Pagnol comprende, a pari livello, il teatro e la letteratura.

## Pubblicazioni
- Marcel Pagnol, Il castello di mia madre, trad. di Marco Cavalli, Patrizia Coia, Geneviève Dinomais, Vicenza, Pozza Editore, 1999, ISBN 8873059791
- Marcel Pagnol, La gloria di mio padre, trad. di Marco Cavalli, Vicenza, Pozza Editore, 2003, ISBN 9788873059059
- Marcel Pagnol, Il tempo dei segreti, trad. di G. Corà, Vicenza, Pozza Editore, 2005, ISBN 9788854500150
- Marcel Pagnol, Il tempo degli amori, trad. di G. Corà, Vicenza, Pozza Editore, 2006, ISBN 9788854500167

## Filmografia

### Regista
- Le Gendre de Monsieur Poirier (1933)
- Jofroi (1933)
- L'Article 330 (1934)
- Angèle (1934)
- Vacanze in collegio (Merlusse) (1935)
- Cigalon (1935)
- Topaze (1936)
- César (1936)
- La vita trionfa (Regain) (1937)
- Le Schpountz (1938)
- La moglie del fornaio (La Femme du boulanger) (1938)
- Patrizia (La Fille du puisatier) (1940)
- La Prière aux étoiles (1941)
- La Belle Meunière (1948)
- Topaze (1951)
- Manon delle sorgenti (1952)
- Ugolin (seconda parte di Manon des sources) (1952)
- Les Lettres de mon moulin (1954)
- Le Curé de Cucugnan - film TV (1967)

### Sceneggiatore
- Marius, regia di Alexander Korda (1931)
- Zum goldenen Anker, regia di Alexander Korda
- Fanny, regia di Marc Allégret (1932)
- Direct au coeur, regia di Alexandre Arnaudy e Roger Lion (1932)
- Topaze, regia di Louis J. Gasnier (1933)
- L'agonia delle aquile (L'agonie des aigles), regia di Roger Richebé (1933)
- Tartarin de Tarascon, regia di Raymond Bernard (1934)
- Monsieur Brotonneau, regia di Alexandre Esway (1939)
- Le Rosier de Madame Husson, regia di Jean Boyer (1950)
- Carnaval, regia di Henri Verneuil (1953)
- La Dame aux camélias, regia di François Gir - film TV (1962)

## Teatro
- 1922 Catullo
- 1925 I mercanti di gloria
- 1927 Jazz
- 1928 Topaze
- 1929 Marius
- 1931 Fanny
- 1946 César
- 1956 Judas
- 1956 Fabien

## Romanzi e prose
- 1932 Pirouettes
- 1946 Il primo amore
- 1947 Note sul riso
- 1957 Ricordi d'Infanzia: La gloria di mio padre, Il castello di mia madre
- 1960 Ricordi d'infanzia: il tempo dei segreti
- 1962 L'acqua delle colline: Jean de Florette, Manon des sources
- 1964 La maschera di ferro
- 1970 Cinematografia di Parigi

## Opere postume
- 1977 Ricordi d'infanzia: il tempo degli amori
- 1981 Confidenze
- 1984 La bambina dagli occhi scuri